# La Pensée straight
 (septembre 2016).
Si vous disposez d'ouvrages ou d'articles de référence ou si vous connaissez des sites web de qualité traitant du thème abordé ici, merci de compléter l'article en donnant les références utiles à sa vérifiabilité et en les liant à la section « Notes et références ».
La Pensée straight est un recueil d'articles féministes et lesbiens de Monique Wittig paru d'abord en anglais en 1992] sous le nom de The Straight Mind, puis en 2001 en français aux éditions Balland. Wittig a présenté l'essai The Straight Mind dont le livre tire son titre dans un discours à Barnard College en avril 1979, paru en français en 1980.

## Table des matières
- « La Catégorie de sexe » : l'autrice réclame l'abolition de cette catégorie discriminatoire.
- « On ne naît pas femme » : Wittig reprend la célèbre phrase de Simone de Beauvoir dans Le Deuxième Sexe pour souligner que la condition féminine ne dépend pas de la biologie, mais des constructions sociales.
- « La Pensée straight » : la pensée straight est la mentalité hétérosexiste contre laquelle Wittig s'inscrit en faux : les femmes ne sont pas nécessairement liées aux hommes, les lesbiennes échappent à ce système de pensée.
- « À propos du contrat social » : en faisant allusion au Contrat social de Jean-Jacques Rousseau, l'autrice rejette un contrat qui serait fondé sur l'exploitation des femmes.
- « Homo Sum » : en latin : « Je suis un être humain » jeu de mots avec « Je suis homosexuel.le. ».
- « Paradigmes ».
- « Le Point de vue, universel ou particulier » : ce texte est à l'origine une préface à la traduction de nouvelles de Djuna Barnes.
- « Le Cheval de Troie » : cet article pense la littérature comme une machine de guerre contre l'idéologie dominante.
- « La Marque du genre ».
- « Quelques remarques sur Les Guérillères ».

## Résumé

### Un système politique
Le terme pensée straight désigne, par extension, un système politique.
L'hétérosexualité en tant que système politique (Wittig, 1978) désigne un fonctionnement social basé sur la répartition binaire des êtres humains en catégories de sexes (femmes et hommes) selon des critères biologiques et l’utilisation des organes génitaux (mâles et femelles) comme marqueurs de l’identité sexuelle.
À ces deux sexes sont attribués deux genres (féminin et masculin), auxquels correspondent des caractéristiques (la douceur ou la force, l'intuition ou la raison, la tempérance ou l'initiative par exemple), des rôles sociaux (division socio-sexuelle du travail, répartition des tâches domestiques, appropriation des fonctions directives par la classe des hommes), une orientation sexuelle (l'attirance pour le sexe opposé) et un destin (être une mère ou un père et fournir des citoyens à la nation).

### Un féminisme matérialiste
La Seconde Vague du féminisme, qui commence en Occident dans les années 1960, marque un temps nouveau dans l'histoire du féminisme. En effet, les mouvements féministes constatent qu'il existe une égalité de droit entre les hommes et les femmes, et non une égalité de fait.
C'est dans ce contexte que le MLF voit le jour et se fait connaître du grand public le 26 août 1970 lorsqu'un groupe de femmes dépose une gerbe de fleurs sous l'arc de triomphe en l'honneur de la femme du soldat inconnu. Monique Wittig fait partie de ce groupe. Au début du MLF vont se constituer trois grandes tendances : une tendance « Psychanalyse et Politique » (autour de la figure d'Antoinette Fouque), une tendance lutte des classes et une tendance Féministes Révolutionnaire (ou féminisme matérialiste) où l'on retrouve Monique Wittig et Christine Delphy notamment, avec qui elle développe cette théorie féministe matérialiste.
Wittig s'engage pour un féminisme matérialiste et un lesbianisme dans les articles de son recueil. Partant du concept de classe marxiste, le féminisme matérialiste considère les sexes comme classe, antagoniste et hiérarchisées. Elle réfute toute explication biologique ou culturelle de l'oppression et l'exploitation des femmes.  Les hommes et les femmes sont des catégories politiques, historiquement construites pour justifier la domination à travers le régime politique hétérosexuel. Wittig invite donc les femmes à développer une conscience de classe (dans un sens marxiste) tout en se pensant comme individu afin de pouvoir dépasser l'hétérosexualité qui divise l'humanité en deux sexes, réduisant en esclavage les femmes. Cette libération peut notamment passer par le lesbianisme, pour échapper à l'appropriation individuelle de la classe des femmes.

### Public et privé: des rapports déterminés par avance
La différence entre les sexes et l'hétérosexualité sont deux concepts constitutifs de l'hétérosexualité comme système politique (la pensée straight pour reprendre les mots de Wittig) qui conditionnent les rapports entre les individus dans la sphère privée et la sphère publique. Ces deux notions également constitutives de la pensée straight fonctionnent sur un mode binaire: le privé est attribué au féminin, à la famille, à l'intimité, à la sexualité procréative, le public est le domaine du masculin, du travail, de la sociabilité, de la sexualité non-procréative.
La différence entre les sexes est définie, légitimée et rendue irrémédiable par le postulat suivant : les mâles et les femelles sont différents par nature, cette différence ontologique se manifeste physiquement et intellectuellement et les manques de l'un trouvent leurs compléments dans les attributs de l'autre. La suprématie du discours médical (depuis la fin du XVIIIe siècle et jusqu’à aujourd’hui) interdit toute remise en question de cet ordre naturel et permet la pérennité de la pensée straight.
Une des caractéristiques de la différence des sexes est que le masculin est supérieur au féminin et que la classe des hommes domine celle des femmes. Monique Wittig écrit à ce sujet : « toute différence fondamentale (y compris la différence sexuelle) entre des catégories d'individus, toute différence qui se constitue en concepts d'opposition est une différence d'ordre politique, économique et idéologique ». Les femelles sont déterminées à n'être que les compagnes de mâles car ce qui les caractérise (le féminin) est défini par la faiblesse, la dévotion, le manque (les mâles sont les hommes, les humains, les citoyens, les sujets, les femelles n'existent que par rapport aux mâles).
Ce discours (la naturalité de la différence) légitime l'appropriation de la classe des femmes par celle des hommes (Colette Guillaumin, 1978) et organise le fonctionnement social selon l'ordre hétérosexuel. Ainsi, les femelles sont destinées (biologiquement) à fournir des services sexuels, domestiques, de reproduction, de soutien psychologique, d'éducation et de soins aux vieillards, aux enfants et aux malades.

### L'hétérosexualité comme destin
L'hétérosexualité régit la vie des individus en leur imposant un destin : l'hétérosexualité (injonction à une sexualité génitale avec un partenaire du sexe opposé), la procréation (injonction à perpétuer l’espèce et à fournir à la société de nouvelles forces vives), la vie maritale (injonction à la monogamie, au contrôle de la sexualité par une institution juridique).
La pensée straight a aussi pour effets l’invisibilisation d'autres formes de sexualité (non génitale, non procréative, non hétérosexuelle par exemple), la négation de ceux et de celles dont le sexe ne s'inscrit pas dans l'alternative femelle/mâle ou qui refusent celui qui leur a été assigné à la naissance, la marginalisation et la minorisation des personnes qui refusent de se soumettre à l'ordre hétérosexuel (en étant non-monogames, non-hétérosexuels, toxicomanes, ou asociaux).
L'hétérosexualité est un régime politique autoritaire aux effets violents qui hiérarchise les êtres humains selon leur adhésion au système, conditionne les termes mêmes de la pensée, impose ses modes de vie, punit en discréditant les dissidents qui s’écartent de la norme qu’elle impose.

### Dépasser la penséestraight
La sortie de la pensée straight passe par le refus de ses catégories binaires (hommes/femmes, mâles/femelles, féminin/masculins, actifs/passifs, hétérosexuels/homosexuels etc.), la création de nouvelles identités non-straight et la fin de la croyance en la naturalité des sexes, des genres et des races.
La naturalité des sexes consiste à considérer qu'Hommes et Femmes sont naturellement différents, et dotés d'aptitudes différentes. Considérer quelque chose comme naturel, c'est le rendre éternel, et impossible à remettre en question car il existait avant les sociétés.
Wittig s'oppose à certaines formes de féminismes voulant uniquement un aménagement du système binaire hétérosexuel. Elle considère notamment que les mouvements trans, de fluidité des genres gardent la division hommes/femmes qui régit ce système. Elle exprime sa volonté de supprimer radicalement les institutions, modes de pensée et sciences qui sont construits selon cette division binaire. Une fois ces institutions supprimées, il serait alors possible de proposer une nouvelle définition de la personne qui dépasserait les catégories de sexes.
Ce sujet nouveau forgerait ses nouveaux concepts (désir, jouissance, culture), libéré de la norme hétérosexuelle. On peut ici parler d'une norme hétérosexiste.

### Le lesbianisme pour déconstruire le mythe de «La-femme»
Pour Wittig la division hétérosexuelle et naturelle des sexes a contribué à construire le mythe de « La-Femme ». Chaque femme aurait en elle cette essence féminine (douceur, prendre soin de soi, être discrète) à développer.
Cependant Wittig cite un reproche souvent fait aux femmes lesbiennes : celui de « ne pas être de vraies femmes ». Or si ces dernières sont bien des femmes, elles ne correspondent pas à ce mythe. Ce faisant les lesbiennes remettent en cause ce mythe car «être une femme» ne va donc pas de soi, puisqu'il y en a des vraies et des fausses.
De plus pour elle «La-Femme» est un mythe qui n'a de sens que dans un rapport de force hétérosexuel homme-femme. Elle n'existe que sous le regard de l'homme dominant. Alors que dans le lesbianisme, une femme - être dominé - désire un autre être dominé.

## Réception
Le recueil rassemble des articles parus dans Questions féministes et Feminist Issues entre 1980 et 1990, ainsi que des textes parus dans d'autres revues.
Par ses thèses issues du féminisme radical liées à une réflexion sur le saphisme, Monique Wittig recherche la libération des femmes à travers une nouvelle vision des relations entre les femmes et les hommes. Les femmes sont vues non plus à travers un rapport de domination et de dépendance, mais en tant que sujet libre et indépendant de tout lien avec les hommes. Le nom « femme » connotant le rapport de dépendance avec les hommes, Monique Wittig le rejette en soulignant l'indépendance sexuelle et politique des lesbiennes : « les lesbiennes ne sont pas des femmes ».
D'abord paru aux États-Unis d'Amérique sous le titre The Straight Mind, et traduit en français par Sam Bourcier, le recueil a influencé des philosophes féministes comme Judith Butler, et tout le courant queer. Les Inrocks le qualifient de « texte culte » en 2019.